# Naakt protest

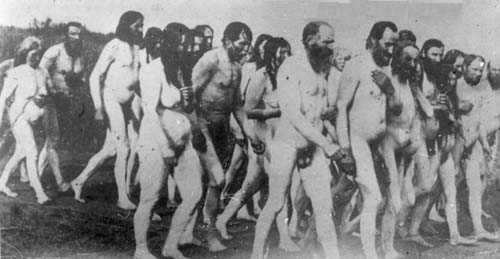
Naaktactie van Svobodniki in 1903.

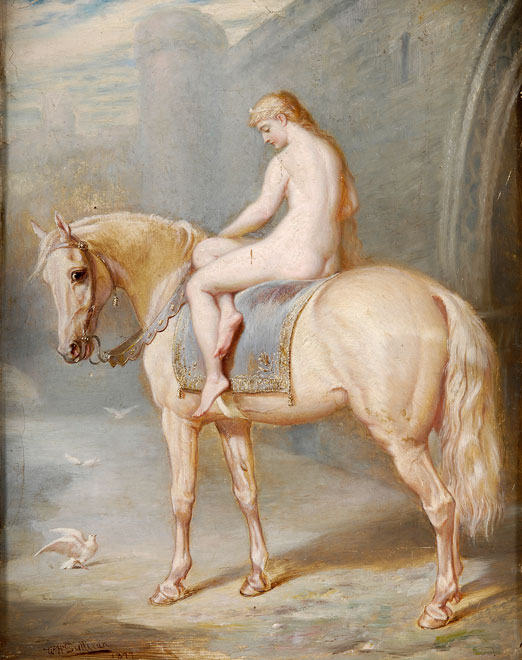
Schilderij van Lady Godiva in actie tegen te zware belastingen.

Bij naakt actievoeren – of naakt protest – wordt bij een betoging of protest het naakte lichaam ingezet om bij bepaalde thema’s een zekere kwetsbaarheid in de samenleving uit te drukken. Het publiekelijk naakt actievoeren is eveneens een tactiek om extra aandacht voor een kwestie te trekken.

## Geschiedenis
Rond het jaar 1000 zou Lady Godiva volgens een legende naakt door de straten van Coventry gereden hebben. Dit deed zij dan om haar man – de graaf Leofric – ertoe te bewegen de zware belastingen te verlichten die hij oplegde aan de inwoners.
Op een foto uit 1903 is mogelijk voor het eerst een naaktactie direct vastgelegd. Het zijn "Svobodniki" – een afgesplitste groepering van de "Doechoboren" (een spiritueel christelijke beweging) – in het Canadese Saskatchewan. Zij voerden deze actie uit wegens eigen geloof en onenigheid met de overheid die in hun ogen bepaalde beloften niet waarmaakten.

## Publiekelijk naakt
Publieke naaktheid is – hoewel cultureel variabel – in het algemeen niet gebruikelijk.
Om naaktheid bij een protest in te zetten, zullen gemeenschappen hierop reageren en juridische aspecten gaan meespelen. Naakt actievoeren kan daarmee een vorm van burgerlijke ongehoorzaamheid zijn.
Tegenstanders van publieke naaktheid beweren dat het onfatsoenlijk is. Voorstanders zijn van mening dat het een legitieme wijze van protesteren is, vanuit het recht op vrije meningsuiting.
Onder "naakt" bij actievoeren verstaat men ook weleens gedeeltelijke naaktheid. Dan wordt er nog wel een broekje of slip aangehouden. Ook kan een actie “clothing-optional” zijn. Daarmee wordt bedoeld dat de persoon die protesteert kiest om gekleed dan wel ongekleed deel te nemen.

## Thema’s tot naakt protest

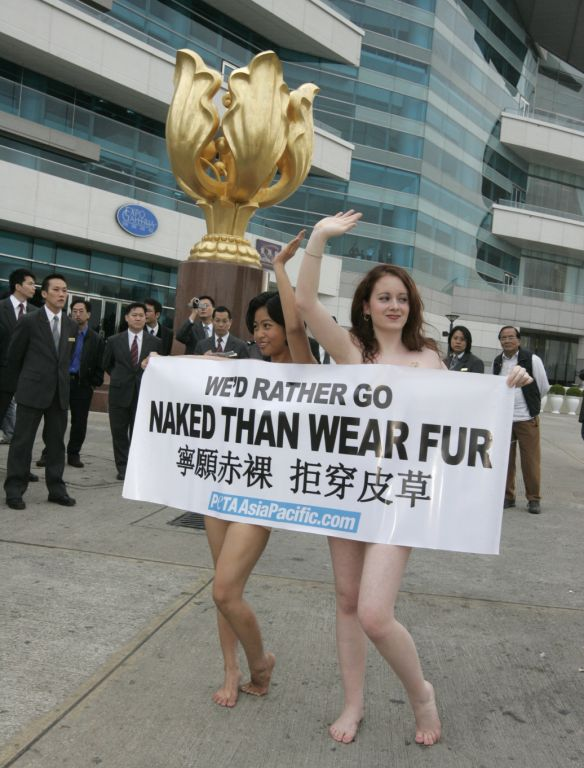
PETA Fasionweek 2010

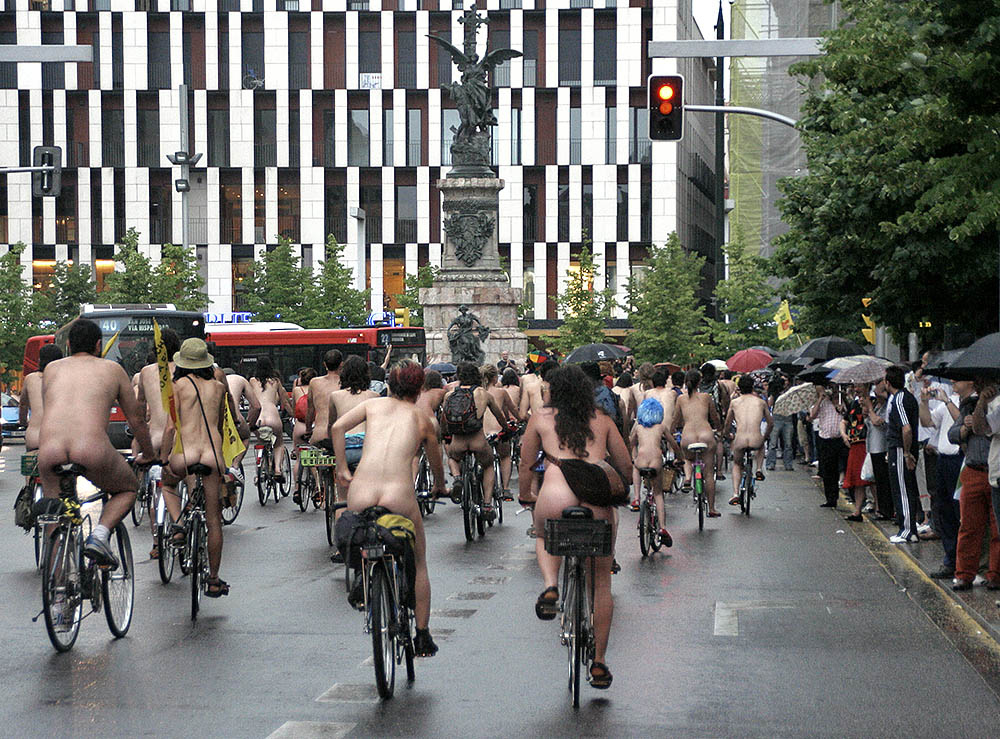
Ciclonudista 2007 in Zaragoza

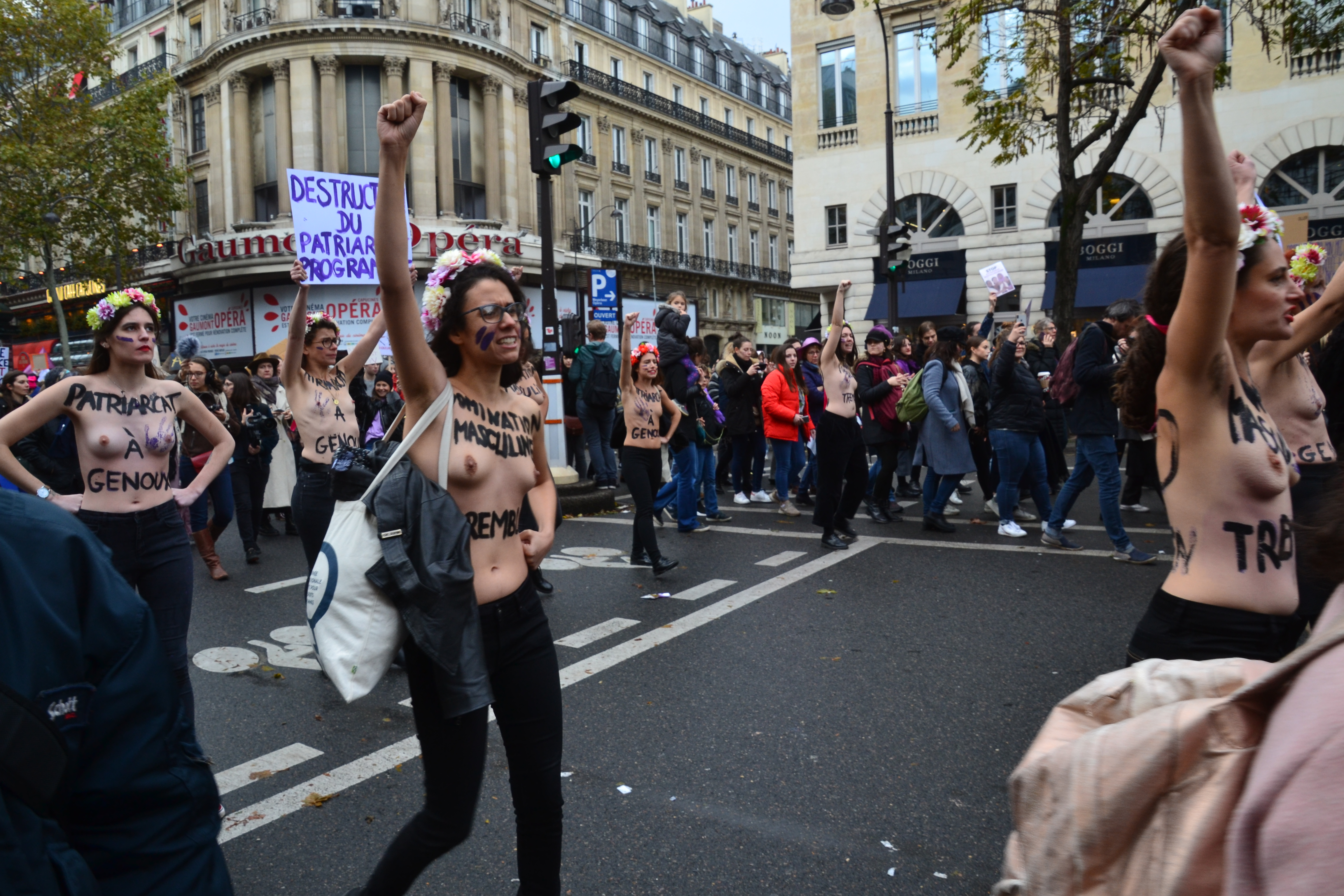
FEMEN in Parijs 2019

Enkele thema’s die aanleiding kunnen geven tot naakt actievoeren gaan bijvoorbeeld over dierenrechten en -welzijn, vrede en tegen oorlog, seksuele gelijkheid, natuur en milieu.

## Publieke naakt-protestorganisaties
Internationaal zijn er protestorganisaties die naaktheid inzetten om tot een bepaald doel te komen.

### PETA
People for the Ethical Treatment of Animals (PETA) is een dierenrechtenorganisatie sinds 1980. Het hoofdkantoor is in de Verenigde Staten gevestigd en heeft zelfstandige takken in Nederland, Duitsland, Frankrijk, Azië, India en het Verenigd Koninkrijk. Om aandacht te trekken zijn op onder meer billboards beroemde modellen naakt afgebeeld met de slogan “Bont? Ik draag nog liever niets”. In Pamplona wordt jaarlijks vlak voor het "Rennen van de Stieren" als protest het  “Rennen van de naakten” georganiseerd.

### WNBR
De World Naked Bike Ride (WNBR) is een organisatie die in 2004 is opgericht naar het voorbeeld van de Spaanse Ciclonudista in 2001. Bij hun acties wordt geprotesteerd tegen de overheersing van de straat door auto’s en ander gemotoriseerd verkeer. Door bloot te protesteren duidt men de kwetsbaarheid van het menselijk lichaam.

### FEMEN
FEMEN is een Oekraïense feministische protestgroep opgericht in 2008.  Door topless actie te voeren – en daarmee vrouwelijkheid benadrukkend – richten zij zich op de bewustwording van vrouwenrechten en ontplooiing.
In 2011 publiceerde Aliaa Elmahdy een naaktfoto van haarzelf om te protesteren tegen de onvrijheden van vrouwen. In het bijzonder waren de reacties vanuit het Islamisme een bedreiging voor haar. Sinds haar politieke asiel in Zweden zet zij zich in voor de afdeling van FEMEN in Egypte.

## Pro bloot organisaties
Organisaties in diverse landen die vanuit het naturistische of nudistische gedachtegoed actievoeren voor het recht om geheel of gedeeltelijk naakt te zijn:
- APNEL is een Franse organisatie die streeft naar decriminalisering van naaktheid. In het bijzonder wordt de nadruk gelegd op een gedeelte in het Franse wetboek van strafrecht waar openlijke naaktheid als “seksueel exhibitionisme” kan worden uitgelegd. De organisatie handelt in de geest van milieu- en naturistenbewegingen en werkt er ook nauw mee samen.[9][10][11]
- NAKTIV is een sociaal medianetwerk dat openbare naaktheid promoot. dit in het kader van vrijheid en de keuze om al dan niet gekleed te zijn.[12]
- The Feedom to be Yourself (TFTBY) was een door Vincent Bethell in 1998 opgezette campagne.[13][14]

Organisaties en campagnes die zich vooral bezig houden met de gendergelijkheid van het ontblote bovenlichaam.
- Toplessdag - Een jaarlijks internationaal georganiseerd evenement.[15]
- Topfreedom - Een cultureel politieke beweging, die bepleit dat borstvoeding in het openbaar moet kunnen worden gegeven.[16] Free the Nipple was een door hen georganiseerde campagne in relatie met de gelijknamige film Free the nipple.